# Городские и сельские поселения Ленинградской области
Городские и сельские поселения муниципальных районов Ленинградской области — муниципальные образования, образованные с 2004 года в процессе реформы местного самоуправления в соответствии с федеральным законом № 131-ФЗ от 6 октября 2003 г. «Об общих принципах организации местного самоуправления в Российской Федерации», и соответствующие им административно-территориальные единицы, утверждённые областным законом от 15 июня 2010 года № 32-оз.

## Описание
Согласно ст. 3 Закона «Об административно-территориальном устройстве Ленинградской области и порядке его изменения», муниципальные образования, в том числе городские и сельские поселения, рассматриваются в качестве видов административно-территориальных единиц, границы административно-территориальных единиц и муниципальных образований совпадают (за исключением административных округов, которые заявлены, но по сути не образованы). Городские и сельские поселения совместно определены как «муниципальные образования со статусом поселения» (в федеральном законе это обобщение отсутствует).
На практике включение поселений в административно-территориальное устройство означает, что преобразование поселений как муниципальных образований — изменение границ, статусов, объединение — автоматически означает аналогичные изменения в административно-территориальном устройстве.
Ожидаемое соответствие в ОКАТО — города районного подчинения и посёлки городского типа с подчинёнными населёнными пунктами, сельские поселения — отсутствует, районы разделены на города, посёлки городского типа и сельские населённые пункты (до 2017 года использовалось разделение на волости).
В АГКГН, однако, обозначения муниципальный район и городское, сельское поселение используются.

## История
См. также: Волости Ленинградской области#история
В Ленинградской области в 1990-х годах сельсоветы и поссоветы были преобразованы в волости. Впоследствии волости, образованные посёлками городского типа, были упразднены.
В результате развития системы местного самоуправления волости наравне с городскими и сельскими поселениями были наделены статусами муниципальных образований; волости были определены муниципальные образования, включающие в свой состав несколько поселений, объединённых общей территорией, для совместного осуществления местного самоуправления по решению населения этих поселений.
С осени 2004 года в соответствии с Федеральным законом № 131-ФЗ были образованы муниципальные районы и внутри них городские и сельские поселения. Окончательно закон 1996 года о местном самоуправлении прекратил действие с 1 января 2006 года.
Волости и остальные объекты традиционного административно-территориального устройства были упразднены с 27 мая 2008 года, когда прекратил действие закон 1996 года об административно-территориальном устройстве.
15 июня 2010 года в соответствии с новым Законом «Об административно-территориальном устройстве Ленинградской области и порядке его изменения» появились городские и сельские и поселения, а также муниципальный район и городской округ в качестве объектов административно-территориального устройства.
В дальнейшем 1 городское поселение и некоторые сельские были упразднены в результате объединения, а некоторые сельские были преобразованы в городские.

## Список поселений
На 25 июня 2023 года в Ленинградской области значатся 187 поселений: 67 городских и 120 сельских.
Обозначения
- ГП — городское поселение

- СП — сельское поселение

| №          | Поселение         | Статус    | Район           | Комментарий                                  |
| ---------- | ----------------- | --------- | --------------- | -------------------------------------------- |
| 1          | Агалатовское      | сельское  | Всеволожский    |                                              |
| 2          | Алёховщинское     | сельское  | Лодейнопольский |                                              |
| 2.000001   | Анисимовское      | сельское  | Бокситогорский  | 2014: объединено с Самойловским СП           |
| 3          | Аннинское         | городское | Ломоносовский   |                                              |
| 4          | Бегуницкое        | сельское  | Волосовский     |                                              |
| 5          | Бережковское      | сельское  | Волховский      |                                              |
| 5.000002   | Беседское         | сельское  | Волосовский     | 2019: объединено с Большеврудским СП         |
| 6          | Бокситогорское    | городское | Бокситогорский  |                                              |
| 7          | Большеижорское    | городское | Ломоносовский   |                                              |
| 8          | Большеврудское    | сельское  | Волосовский     |                                              |
| 9          | Большедворское    | сельское  | Бокситогорский  |                                              |
| 10         | Большеколпанское  | сельское  | Гатчинский      |                                              |
| 11         | Большелуцкое      | сельское  | Кингисеппский   |                                              |
| 12         | Борское           | сельское  | Бокситогорский  |                                              |
| 13         | Борское           | сельское  | Тихвинский      |                                              |
| 14         | Бугровское        | сельское  | Всеволожский    |                                              |
| 15         | Будогощское       | городское | Киришский       |                                              |
| 16         | Важинское         | городское | Подпорожский    |                                              |
| 17         | Веревское         | сельское  | Гатчинский      |                                              |
| 18         | Виллозское        | городское | Ломоносовский   |                                              |
| 19         | Винницкое         | сельское  | Подпорожский    |                                              |
| 20         | Вистинское        | сельское  | Кингисеппский   |                                              |
| 21         | Вознесенское      | городское | Подпорожский    |                                              |
| 22         | Войсковицкое      | сельское  | Гатчинский      |                                              |
| 23         | Володарское       | сельское  | Лужский         |                                              |
| 24         | Волосовское       | городское | Волосовский     |                                              |
| 25         | Волошовское       | сельское  | Лужский         |                                              |
| 26         | Волховское        | городское | Волховский      |                                              |
| 27         | Всеволожское      | городское | Всеволожский    |                                              |
| 28         | Выборгское        | городское | Выборгский      |                                              |
| 29         | Вындиноостровское | сельское  | Волховский      |                                              |
| 30         | Вырицкое          | городское | Гатчинский      |                                              |
| 31         | Выскатское        | сельское  | Сланцевский     |                                              |
| 32         | Высоцкое          | городское | Выборгский      |                                              |
| 33         | Ганьковское       | сельское  | Тихвинский      |                                              |
| 34         | Гатчинское        | городское | Гатчинский      |                                              |
| 35         | Глажевское        | сельское  | Киришский       |                                              |
| 35.000003  | Глебычевское      | сельское  | Выборгский      | 2014: объединено со Приморское ГП            |
| 36         | Гончаровское      | сельское  | Выборгский      |                                              |
| 37         | Горбунковское     | сельское  | Ломоносовский   |                                              |
| 38         | Горское           | сельское  | Тихвинский      |                                              |
| 39         | Гостилицкое       | сельское  | Ломоносовский   |                                              |
| 40         | Гостицкое         | сельское  | Сланцевский     |                                              |
| 41         | Громовское        | сельское  | Приозерский     |                                              |
| 41.000004  | Губаницкое        | сельское  | Волосовский     | 2019: объединено с Клопицким СП              |
| 42         | Дзержинское       | сельское  | Лужский         |                                              |
| 43         | Доможировское     | сельское  | Лодейнопольский |                                              |
| 44         | Дружногорское     | городское | Гатчинский      |                                              |
| 45         | Дубровское        | городское | Всеволожский    |                                              |
| 46         | Елизаветинское    | сельское  | Гатчинский      |                                              |
| 47         | Ефимовское        | городское | Бокситогорский  |                                              |
| 47.000005  | Заборьевское      | сельское  | Бокситогорский  | 2014: объединено с Подборовским в Лидское СП |
| 48         | Загривское        | сельское  | Сланцевский     |                                              |
| 49         | Заклинское        | сельское  | Лужский         |                                              |
| 50         | Заневское         | городское | Всеволожский    |                                              |
| 51         | Запорожское       | сельское  | Приозерский     |                                              |
| 51.000006  | Зимитицкое        | сельское  | Волосовский     | 2019: объединено с Бегуницким СП             |
| 52         | Ивангородское     | городское | Кингисеппский   |                                              |
| 52.000007  | Изварское         | сельское  | Волосовский     | 2019: объединено с Рабитицким СП             |
| 53         | Иссадское         | сельское  | Волховский      |                                              |
| 54         | Калитинское       | сельское  | Волосовский     |                                              |
| 54.000008  | Каложицкое        | сельское  | Волосовский     | 2019: объединено с Большеврудским СП         |
| 55         | Каменногорское    | городское | Выборгский      |                                              |
| 55.000009  | Кикеринское       | сельское  | Волосовский     | 2019: объединено с Калитинским СП            |
| 56         | Кингисеппское     | городское | Кингисеппский   |                                              |
| 57         | Кипенское         | сельское  | Ломоносовский   |                                              |
| 58         | Киришское         | городское | Киришский       |                                              |
| 59         | Кировское         | городское | Кировский       |                                              |
| 60         | Кисельнинское     | сельское  | Волховский      |                                              |
| 60.00001   | Климовское        | сельское  | Бокситогорский  | 2019: объединено с Ефимовским ГП             |
| 61         | Клопицкое         | сельское  | Волосовский     |                                              |
| 62         | Кобринское        | сельское  | Гатчинский      |                                              |
| 63         | Колтушское        | городское | Всеволожский    |                                              |
| 64         | Колчановское      | сельское  | Волховский      |                                              |
| 65         | Коммунарское      | городское | Гатчинский      |                                              |
| 66         | Копорское         | сельское  | Ломоносовский   |                                              |
| 67         | Коськовское       | сельское  | Тихвинский      |                                              |
| 68         | Котельское        | сельское  | Кингисеппский   |                                              |
| 69         | Красноборское     | городское | Тосненский      |                                              |
| 70         | Красноозёрное     | сельское  | Приозерский     |                                              |
| 71         | Красносельское    | сельское  | Выборгский      |                                              |
| 72         | Кузёмкинское      | сельское  | Кингисеппский   |                                              |
| 73         | Кузнечнинское     | городское | Приозерский     |                                              |
| 74         | Кузьмоловское     | городское | Всеволожский    |                                              |
| 75         | Куйвозовское      | сельское  | Всеволожский    |                                              |
| 75.000011  | Курское           | сельское  | Волосовский     | 2019: объединено с Большеврудским СП         |
| 76         | Кусинское         | сельское  | Киришский       |                                              |
| 77         | Лаголовское       | сельское  | Ломоносовский   |                                              |
| 78         | Ларионовское      | сельское  | Приозерский     |                                              |
| 79         | Лебяженское       | городское | Ломоносовский   |                                              |
| 80         | Лесколовское      | сельское  | Всеволожский    |                                              |
| 80.000012  | Лесогорское       | городское | Выборгский      | 2008: объединено со Светогорским ГП          |
| 81         | Лидское           | сельское  | Бокситогорский  |                                              |
| 82         | Лисинское         | сельское  | Тосненский      |                                              |
| 83         | Лодейнопольское   | городское | Лодейнопольский |                                              |
| 84         | Лопухинское       | сельское  | Ломоносовский   |                                              |
| 85         | Лужское           | городское | Лужский         |                                              |
| 86         | Любанское         | городское | Тосненский      |                                              |
| 87         | Мгинское          | городское | Кировский       |                                              |
| 88         | Мелегежское       | сельское  | Тихвинский      |                                              |
| 89         | Мельниковское     | сельское  | Приозерский     |                                              |
| 90         | Мичуринское       | сельское  | Приозерский     |                                              |
| 91         | Морозовское       | городское | Всеволожский    |                                              |
| 92         | Муринское         | городское | Всеволожский    |                                              |
| 93         | Мшинское          | сельское  | Лужский         |                                              |
| 94         | Назиевское        | городское | Кировский       |                                              |
| 95         | Нежновское        | сельское  | Кингисеппский   |                                              |
| 96         | Низинское         | сельское  | Ломоносовский   |                                              |
| 97         | Никольское        | городское | Подпорожский    |                                              |
| 98         | Никольское        | городское | Тосненский      |                                              |
| 99         | Новодевяткинское  | сельское  | Всеволожский    |                                              |
| 100        | Новоладожское     | городское | Волховский      |                                              |
| 101        | Новосветское      | сельское  | Гатчинский      |                                              |
| 102        | Новосельское      | сельское  | Сланцевский     |                                              |
| 103        | Нурминское        | сельское  | Тосненский      |                                              |
| 104        | Опольевское       | сельское  | Кингисеппский   |                                              |
| 105        | Оредежское        | сельское  | Лужский         |                                              |
| 106        | Оржицкое          | сельское  | Ломоносовский   |                                              |
| 107        | Осьминское        | сельское  | Лужский         |                                              |
| 108        | Отрадненское      | городское | Кировский       |                                              |
| 109        | Павловское        | городское | Кировский       |                                              |
| 110        | Пашозёрское       | сельское  | Тихвинский      |                                              |
| 111        | Пашское           | сельское  | Волховский      |                                              |
| 112        | Пениковское       | сельское  | Ломоносовский   |                                              |
| 113        | Первомайское      | сельское  | Выборгский      |                                              |
| 114        | Петровское        | сельское  | Приозерский     |                                              |
| 115        | Пикалёвское       | городское | Бокситогорский  |                                              |
| 116        | Плодовское        | сельское  | Приозерский     |                                              |
| 116.000013 | Подборовское      | сельское  | Бокситогорский  | 2014: объединено с Заборьевским в Лидское СП |
| 117        | Подпорожское      | городское | Подпорожский    |                                              |
| 118        | Полянское         | сельское  | Выборгский      |                                              |
| 119        | Потанинское       | сельское  | Волховский      |                                              |
| 120        | Приладожское      | городское | Кировский       |                                              |
| 121        | Приморское        | городское | Выборгский      |                                              |
| 122        | Приозерское       | городское | Приозерский     |                                              |
| 123        | Пудомягское       | сельское  | Гатчинский      |                                              |
| 124        | Пудостьское       | сельское  | Гатчинский      |                                              |
| 125        | Пустомержское     | сельское  | Кингисеппский   |                                              |
| 126        | Путиловское       | сельское  | Кировский       |                                              |
| 127        | Пчёвжинское       | сельское  | Киришский       |                                              |
| 128        | Пчевское          | сельское  | Киришский       |                                              |
| 129        | Рабитицкое        | сельское  | Волосовский     |                                              |
| 129.000014 | Радогощинское     | сельское  | Бокситогорский  | 2019: объединено с Ефимовским ГП             |
| 130        | Раздольевское     | сельское  | Приозерский     |                                              |
| 130.000015 | Разметелевское    | сельское  | Всеволожский    | 2013: объединено с Колтушским СП             |
| 131        | Рахьинское        | городское | Всеволожский    |                                              |
| 132        | Ретюнское         | сельское  | Лужский         |                                              |
| 133        | Рождественское    | сельское  | Гатчинский      |                                              |
| 134        | Романовское       | сельское  | Всеволожский    |                                              |
| 135        | Ромашкинское      | сельское  | Приозерский     |                                              |
| 136        | Ропшинское        | сельское  | Ломоносовский   |                                              |
| 137        | Рощинское         | городское | Выборгский      |                                              |
| 138        | Русско-Высоцкое   | сельское  | Ломоносовский   |                                              |
| 139        | Рябовское         | городское | Тосненский      |                                              |
| 140        | Сабское           | сельское  | Волосовский     |                                              |
| 141        | Самойловское      | сельское  | Бокситогорский  |                                              |
| 142        | Свердловское      | городское | Всеволожский    |                                              |
| 143        | Светогорское      | городское | Выборгский      |                                              |
| 144        | Свирицкое         | сельское  | Волховский      |                                              |
| 145        | Свирьстройское    | городское | Лодейнопольский |                                              |
| 146        | Севастьяновское   | сельское  | Приозерский     |                                              |
| 147        | Селезнёвское      | сельское  | Выборгский      |                                              |
| 148        | Селивановское     | сельское  | Волховский      |                                              |
| 148.000016 | Сельцовское       | сельское  | Волосовский     | 2019: объединено с Клопицким СП              |
| 149        | Серебрянское      | сельское  | Лужский         |                                              |
| 150        | Сертоловское      | городское | Всеволожский    |                                              |
| 151        | Сиверское         | городское | Гатчинский      |                                              |
| 152        | Синявинское       | городское | Кировский       |                                              |
| 153        | Скребловское      | сельское  | Лужский         |                                              |
| 154        | Сланцевское       | городское | Сланцевский     |                                              |
| 155        | Советское         | городское | Выборгский      |                                              |
| 156        | Сосновское        | сельское  | Приозерский     |                                              |
| 157        | Староладожское    | сельское  | Волховский      |                                              |
| 158        | Старопольское     | сельское  | Сланцевский     |                                              |
| 159        | Сусанинское       | сельское  | Гатчинский      |                                              |
| 160        | Суховское         | сельское  | Кировский       |                                              |
| 161        | Сяськелевское     | сельское  | Гатчинский      |                                              |
| 162        | Сясьстройское     | городское | Волховский      |                                              |
| 163        | Таицкое           | городское | Гатчинский      |                                              |
| 164        | Тельмановское     | сельское  | Тосненский      |                                              |
| 164.000017 | Терпилицкое       | сельское  | Волосовский     | 2019: объединено с Бегуницким СП             |
| 164.000018 | Тёсовское         | сельское  | Лужский         | 2019: объединено с Оредежским СП             |
| 165        | Тихвинское        | городское | Тихвинский      |                                              |
| 166        | Токсовское        | городское | Всеволожский    |                                              |
| 167        | Толмачёвское      | городское | Лужский         |                                              |
| 168        | Торковичское      | сельское  | Лужский         |                                              |
| 169        | Тосненское        | городское | Тосненский      |                                              |
| 170        | Трубникоборское   | сельское  | Тосненский      |                                              |
| 171        | Ульяновское       | городское | Тосненский      |                                              |
| 172        | Усадищенское      | сельское  | Волховский      |                                              |
| 173        | Усть-Лужское      | сельское  | Кингисеппский   |                                              |
| 174        | Фалилеевское      | сельское  | Кингисеппский   |                                              |
| 175        | Фёдоровское       | городское | Тосненский      |                                              |
| 176        | Форносовское      | городское | Тосненский      |                                              |
| 177        | Хваловское        | сельское  | Волховский      |                                              |
| 178        | Цвылёвское        | сельское  | Тихвинский      |                                              |
| 179        | Черновское        | сельское  | Сланцевский     |                                              |
| 180        | Шапкинское        | сельское  | Тосненский      |                                              |
| 181        | Шлиссельбургское  | городское | Кировский       |                                              |
| 182        | Шугозёрское       | сельское  | Тихвинский      |                                              |
| 183        | Шумское           | сельское  | Кировский       |                                              |
| 184        | Щегловское        | сельское  | Всеволожский    |                                              |
| 185        | Юкковское         | сельское  | Всеволожский    |                                              |
| 186        | Ям-Тёсовское      | сельское  | Лужский         |                                              |
| 187        | Янегское          | сельское  | Лодейнопольский |                                              |

## Интересный факт
Во Всеволожском муниципальном районе образовано Заневское городское поселение, административным центром которого является Янино-1, городской посёлок, несмотря на то, что в составе поселения находится также город Кудрово. Подобных городских поселений как в самой Ленинградской области, так и в других регионах Российской Федерации, нет.